# ヤンデレシミュレーター
『ヤンデレシミュレーター』（Yandere Simulator）は、アメリカ合衆国カリフォルニア州所在のYandereDevによって開発されているステルス・アクションゲーム。

## 概要
主人公のヤンデレである「ヤンデレちゃん」（アイシ・アヤノ）を操作し、先輩を慕う主人公の恋敵を倒すのが目的である。一つの学校を舞台としたオープンワールド作品であり、学校内で様々なイベントが発生するというゲームデザインを目指して開発されている。